# Oleg Nikolajewitsch Komissarow
Oleg Nikolajewitsch Komissarow (russisch Олег Николаевич Комиссаров; * 28. Dezember 1982 in Balakowo, Sowjetunion) ist ein ehemaliger russischer Boxer im Halbweltergewicht.

## Erfolge
Oleg Komissarow gewann eine Bronzemedaille bei den Militär-Weltmeisterschaften 2002 in Irland und die Silbermedaille bei den Militärweltspielen 2003 in Italien. Bei den Weltmeisterschaften 2005 in China unterlag er im ersten Kampf gegen Boris Georgiew (17:23). 
Beim Weltcup 2005 in Russland gewann er die Goldmedaille mit Finalsieg gegen Carlos Banteur (30:25). 2006 gewann er noch die Silbermedaille bei den Europameisterschaften in Bulgarien. Er schlug dabei im Halbfinale Gyula Káté (TKO) und schied erst im Finale erneut gegen Boris Georgiew (17:25) aus.
Auf nationaler Ebene wurde er 2000 russischer Juniorenmeister sowie 2004 und 2006 russischer Vizemeister.